# فاکس‌هوند آمریکایی
فاکس‌هوند آمریکایی (به انگلیسی: American Foxhound) نوعی نژاد سگ است که عموزاده نژاد فاکس‌هاند انگلیسی به‌شمار می‌آید. این سگ‌ها برای شکار روباه از روی بو پرورش داده شده‌اند.

## تاریخچه

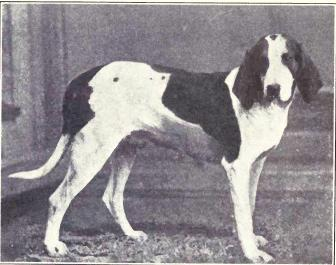
فاکس‌هوند آمریکایی حدود ۱۹۱۵ میلادی

رابرت بروک در سال ۱۶۵۰ به همراه گله‌ای از سگ‌های شکاری خود از انگلستان به مستعمره این کشور در آمریکای شمالی سفر کرد. سگ‌های بروک ریشه چندین نژاد هوند آمریکایی به‌شمار می‌آیند. جرج واشینگتن چند سگ فاکس‌هوند فرانسوی از نژاد گرند بلو گسکونیه از طرف ژیلبر دو موتیه دو لافایت به عنوان هدیه دریافت کرد. این سگ‌ها شباهت زیادی به بلوتیک کون‌هوند آمریکایی دارند. جرج واشینگتن سگ‌های زیادی از بروک نیز هدیه گرفته بود. پس از ترکیب نژاد سگ‌های بروک با فاکس‌هوندهای فرانسوی، نژاد فاکس‌هوند آمریکایی امروزی به‌وجود آمد. فاکس‌هوند آمریکایی معروف به این است که اصالتاً از ایالت‌های مریلند و ویرجینیا می‌آید و به عنوان سگ ویرجینیا شناخته می‌شود.

## ویژگی‌ها

### ظاهر
قد استاندارد برای فاکس‌هوند آمریکایی چیزی بین ۵۳ تا ۶۴ سانتی‌متر و وزن استاندارد آن‌ها ۲۵ تا ۳۲ کیلوگرم است. با این حال بسیاری از آن‌ها ساختار بدنی بزرگتری دارند (مخصوصا در نژادهای نمایشی)، نرها قدی بین ۵۵ تا ۷۴ و ماده‌ها ۶۴ تا ۷۱ سانتی‌متر دارند و وزنشان کمتر است؛ معمولاً ۲۰ تا ۲۹ کیلوگرم. پاهای فاکس‌هوندها دراز و صاف هستند. سینه فاکس‌هوند نسبتاً باریک است و دارای پوزه دراز است. گوش‌ها پهن چشم‌ها معمولاً فندقی رنگ یا قهوه‌ای هستند.

### پوشش
خز این جانور دارای بلندی متوسط است و در هر رنگی وجود دارد. گرچه ترکیب سیاه، سفید و قهوه‌ای مایل به زرد متداول‌تر است. فاکس‌هوندهای آمریکایی مو ریزی مناسبی دارند اما شانه کشیدن هفتگی موریزی را کاهش خواهد داد.

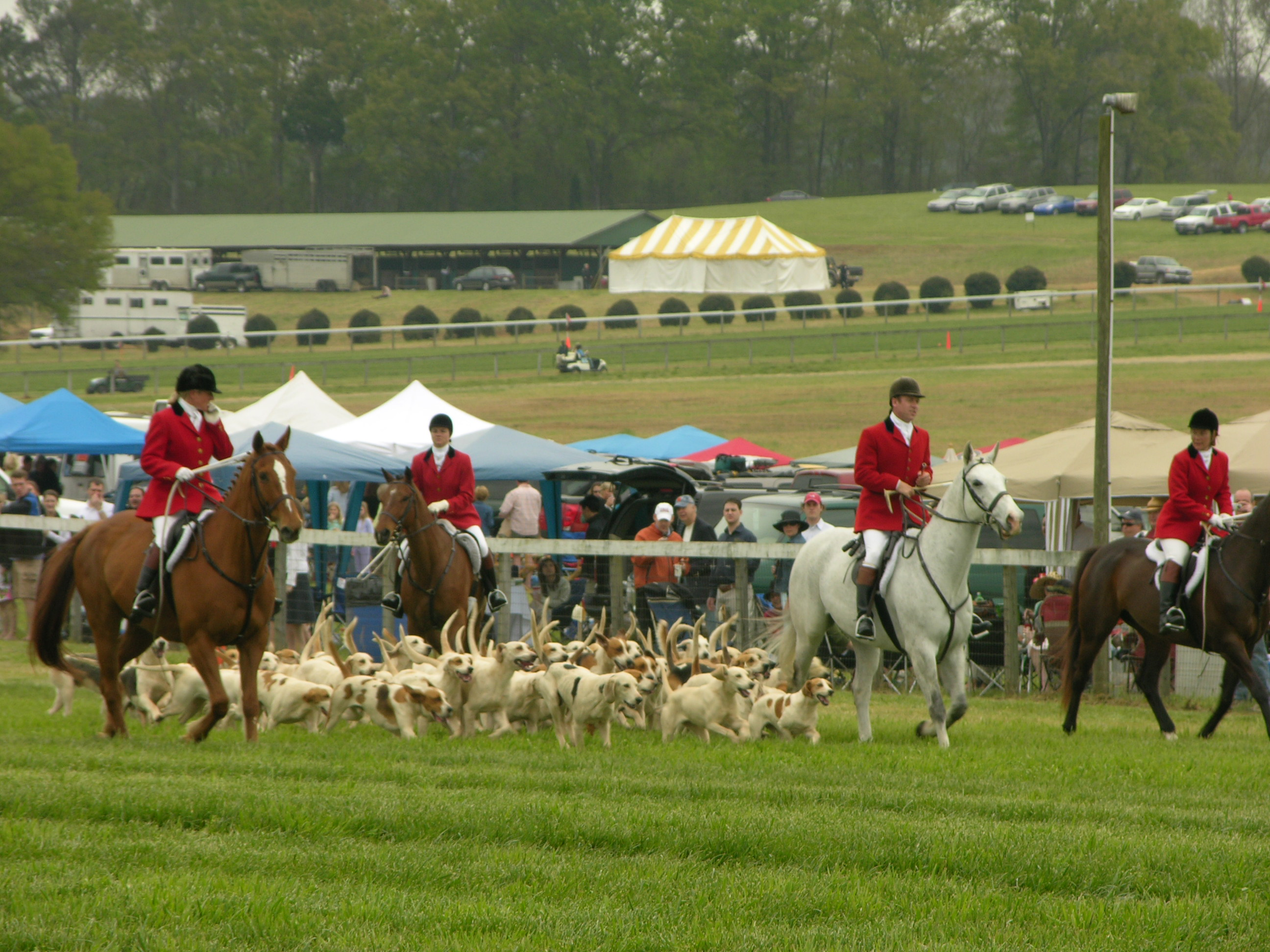
فاکس‌هوندهای آمریکایی در مسابقه اسب‌دوانی آتلانتا

## رفتار

### خونگرمی
فاکس‌هوندهای آمریکایی رفتاری مطیع و شیرین دارند. یک فاکس‌هوند معمولی آرام و آسان‌گیر است و با کودکان و سایر حیوانات رفتار خوبی دارد. با این حال ممکن است زمانی که نزدیک غریبه‌ها هستند، خجالتی رفتار کنند.

### سطح فعالیت
فاکس‌هوندهای آمریکایی نژادی بسیار فعال و پرانرژی هستند.

### آموزش
آموزش اطاعت برای این نژاد به دلیل خوی استقلال‌طلبی و غریزهٔ آن‌ها برای دنبال کردن بوها، ضروری است.

## سلامتی
این نژاد به‌طور کلی نژادی نیست که حامل اختلالات ژنتیکی باشد. این سگ‌ها به‌راحتی می‌توانند چاق شوند. ریسک سلامتی ناچیزی که در این سگ‌ها وجود دارد، احتمال ابتلا به بیماری پلاکت است. طول عمر فاکس‌هوندهای آمریکایی ۱۰ تا ۱۲ سال است.